# Geißwandtunnel
Der Geißwandtunnel ist ein Straßentunnel entlang der B 145 Salzkammergutstraße am Ufer des Traunsees in Oberösterreich. Er bildet die Ortsumfahrung von Traunkirchen.

## Daten
Der Tunnel ist 2119 Meter lang und besitzt zwei Fahrspuren. Parallel zum Hauptstollen verläuft ein Fluchtstollen, der in regelmäßigen Abständen mit dem Tunnel verbunden ist. Die Bauarbeiten für den Tunnel begannen im Mai 2005, der Tunneldurchschlag erfolgte am 14. Oktober 2005, die Verkehrsfreigabe am 16. Dezember 2007. Zusammen mit dem bereits 1996 eröffneten Bartlkreuz-Tunnel und den beiden kürzeren Tunnel Sonnstein und Franz-Joseph bildet er die Tunnelkette Traunsee. Aufgrund von Verkehrszählungen wird geschätzt, dass rund 85 % des Verkehrs in Zukunft den Tunnel benutzen werden, was eine massive Entlastung des Ortszentrums von Traunkirchen bedeutet.

## Bedeutung
Durch die stetig zunehmende Verkehrsdichte auf der B 145 wurde einerseits ein Ausbau der Straße notwendig, andererseits litt Traunkirchen in zunehmendem Maße unter dem durch das Ortszentrum fließenden Durchzugsverkehr. Aufgrund der lokalen Gegebenheiten (Lage zwischen Berg und See, Besiedelung) kam als Umfahrungsstraße nur ein Tunnel in Frage.

## Sicherheitstechnik
Der Geißwandtunnel verfügt über Sicherheitseinrichtungen und Leittechnik nach dem Stand der Technik.
In der Decke des Tunnels wurde eine automatische Feuerlöschanlage installiert, um Brandkatastrophen wie 1999 im Tauerntunnel zu verhindern. Der Fluchtstollen ermöglicht es eingeschlossenen Personen, die Gefahrenzone über die alle 250 m angelegten Querschläge zu verlassen, und erlaubt den Einsatzkräften das Vordringen zur Unfallstelle.
Die redundant ausgelegte Steuerungs- und Verkehrsleittechnik reagiert selbständig auf auftretende Probleme wie Stauungen, schlechte Sicht oder Fahrzeuge mit Pannen, unter anderem mit der Reduktion der erlaubten Höchstgeschwindigkeit und Warnhinweisen über die Verkehrsbeeinflussungsanlagen. Zusätzlich wird der gesamte Tunnel videoüberwacht.
Im Zuge der Fertigstellung des Geißwandtunnels wurden auch die anderen Tunnel der Tunnelkette auf den letzten Stand der Sicherheitstechnik gebracht und in das Leitsystem integriert. Die Steuerung erfolgt entweder lokal von der Tunnelwarte am Nordportal aus oder durch die Tunnelüberwachungszentrale Gmunden.

## Geologie
Eine beim Bau noch nicht aufgetretene Erscheinung macht zu Beginn der 2020er Jahre Probleme. Durch eine Pyritoxidation beginnt sich die Fahrbahn teilweise zu heben und wird dadurch wellig. Um die Versicherheit weiterhin zu gewährleisten, muss im Jahr 2021 die Fahrbahn im Tunnel über die gesamte Länge saniert werden.